# Inter-Provincial Trophy 2017
Die Inter-Provincial Trophy 2017 (aus Sponsoringgründen auch Hanley Energy Inter-Provincial Trophy 2017) ist die fünfte Saison des nationalen Twenty20 Cricket-Wettbewerbes in Irland der vom 26. Mai bis zum 11. August 2017 ausgetragen wurde. Es war die erste Austragung des Wettbewerbes, die vom Weltverband International Cricket Council Twenty20-Status verliehen bekommen hat. Mit den Munster Reds nahm erstmals eine vierte Mannschaften an einem nationalen irischen Wettbewerb teil.

## Format
Jede Mannschaft spielt gegen jede andere jeweils zweimal. Für einen Sieg gibt es 4 Punkte, für ein No Result oder Unentschieden 2 Punkte. Einen Bonuspunkt gibt es, wenn die Run Rate 1,25-mal so groß ist wie die des Gegners.

## Resultate
Tabelle
| Teams               | Sp. | S | N | U | R | NR | BP | Ded | Punkte | NRR    |
| ------------------- | --- | - | - | - | - | -- | -- | --- | ------ | ------ |
| Leinster Lightning  | 6   | 5 | 1 | 0 | 0 | 0  | 2  | 0   | 22     | +1.637 |
| North West Warriors | 6   | 3 | 2 | 0 | 0 | 1  | 0  | 0   | 14     | −0.221 |
| Northern Knights    | 6   | 3 | 3 | 0 | 0 | 0  | 1  | 0   | 13     | +0.273 |
| Munster Reds        | 6   | 0 | 5 | 0 | 0 | 1  | 0  | 0   | 2      | −2.245 |

Spiele
| 26. Mai Scorecard | Bready | Leinster Lightning 153-8 (20)          | – | North West Warriors 97 (17) |
|                   |        | Leinster Lightning gewinnt mit 56 Runs |   |                             |

| 26. Mai Scorecard | Cork | Northern Knights 123-8 (15/15)      | – | Munster Reds 92-5 (13/13) |
|                   |      | Northern Knights gewinnt mit 8 Runs |   |                           |

| 9. Juni Scorecard | Dublin (Merrion) | Northern Knights 157-8 (50)             | – | Leinster Lightning 158-3 (17.1) |
|                   |                  | Leister Lightning gewinnt mit 7 Wickets |   |                                 |

| 9. Juni Scorecard | Cork | Munster Reds   | – | North West Warriors |
|                   |      | Spiel abgesagt |   |                     |

| 16. Juni Scorecard | Dublin (Merrion) | Leinster Lightning 247-4 (20)          | – | Munster Reds 188-9 (20) |
|                    |                  | Leinster Lightning gewinnt mit 59 Runs |   |                         |

| 16. Juni Scorecard | Strabane | Northern Knights 118 (19.2)               | – | North West Warriors 122-7 (19.1) |
|                    |          | North West Warriors gewinnt mit 3 Wickets |   |                                  |

| 23. Juni Scorecard | Belfast (Shaw's Bridge) | Leinster Lightning 136-9 (20)         | – | Northern Knights 128 (20) |
|                    |                         | Leinster Lightning gewinnt mit 8 Runs |   |                           |

| 23. Juni Scorecard | Eglington | North West Warriors 142-5 (20)          | – | Munster Reds 117 (17.4) |
|                    |           | North West Warriors gewinnt mit 25 Runs |   |                         |

| 21. Juli Scorecard | Dublin (Merrion) | Leinster Lightning 118 (19.3)             | – | North West Warriors 119-3 (19.1) |
|                    |                  | North West Warriors gewinnt mit 7 Wickets |   |                                  |

| 21. Juli Scorecard | Carrickfergus | Northern Knights 209-5 (20)          | – | Munster Reds 154-9 (20) |
|                    |               | Northern Knights gewinnt mit 55 Runs |   |                         |

| 11. August Scorecard | Belfast (CIYMSC) | North West Warriors 123-4 (20)         | – | Northern Knights 124-4 (19.1) |
|                      |                  | Northern Knights gewinnt mit 6 Wickets |   |                               |

| 11. August Scorecard | Cork | Munster Reds 118 (19.2)                  | – | Leinster Lightning 120-5 (13.4) |
|                      |      | Leinster Lightning gewinnt mit 5 Wickets |   |                                 |